# ییلاق شیوه
شیوه یا شیوا یکی از بزرگ‌ترین ییلاق‌های ولایت بدخشان افغانستان است که دارای وسیع‌ترین مرتع‌ها و علفچرهای تابستانی برای دامداران مردم بدخشان و ولایت‌های شمال‌شرقی افغانستان می‌باشد. این منطقه با دشت‌های گسترده در مرتفع‌ترین بخش‌های از هندوکش شرقی می‌باشد، زمستان نهایت سرد و پوشیده از برف و تابستان معتدل و بارانی دارد. از آنجایی که شیوا در سطح بلند قرار گرفته‌است، به نسبت ریزش و پایش برف زیاد، به مدت شش ماه کاملاً پوشیده از برف بوده و مدت شش ماه سال فقط از آن به عنوان چراگاها استفاده می‌شود. 
این ساحه با آنکه مربوط ولایت بدخشان می‌باشد، اما در سال‌های پیش از جنگ در افغانستان، حکومت‌های وقت اسناد مالکیت به کوچی‌ها (چادرنشینان دامدار که از قبایل مربوط به پشتون‌های افغانستان می‌باشند) توزیع نموده بود که مردم بومی و محلی این ولایت از آن استفاده کرده نمی‌توانستند، اما با سقوط نظام‌های قبیله‌ای و شاهی در افغانستان، اسناد این کوچی‌ها از سوی مردم بدخشان باطل اعلان شده و به مالکیت طبیعی این مردم مبدل شد. در حال حاضر کوچی‌های مربوط به ولایت‌های تخار، بغلان و کندز نیز ازین دشت‌ها به عنوان علفچر استفاده می‌کنند، اما حق استفاده از آن به رضایت مردم محل بوده و عمدتاً به مردم محلی بدخشان در مقابل استفاده ازین مرتعه‌های پول پرداخت می‌کنند.
شیوه که در قسمت شمال‌شرقی آن جهیل زرقول نیز موقعیت دارد، افزون‌بر استفاده دامداری از دشت‌ها و کوهای پهناور آن، بیشتر مردم بدخشان قسمت‌های نسبتاً گرم آن را به زمین‌های زراعتی مبدل نموده‌اند که در آن زمین‌ها تنها جو، سیب زمینی، و در بعضی قسمت‌های هموار آن نوع خاص گندم نیز زرع می‌کنند، اما در بیشتر قسمت‌های آن به نسبت کوتاهی فصل گرما و سردی هوا گندم نمی‌تواند به ثمر برسد.
مرتعهٔ شیوا، دارای دریاچه‌های زیاد بوده که نوع خاص ماهی در آن به وفور یافت شده و به همین جهت در تابستان میله بزکشی (یکی از بازی‌های ملی افغانستان امروزی و خراسان کهن) تمام مردم شمال و شمال‌شرق افغانستان در دشت شیوه خرد برگزار می‌شود.
از آنجایی که هوای این منطقه فوق‌العاده سرد می‌باشد، در آن درختان مثمر و غیرمثمر نمو کرده نمی‌تواند، و به این سبب با آنکه سکنه دایمی ندارد و همیشه آب به وفور در آن جاری است، فاقد جنگلات می‌باشد، اما بعضاً بته‌های کوچک خاص در آن رشد می‌کند که عمر بیشتر از شش ماه ندارد. به نسبت وفوری آب و برف، انواع مختلف گیاهان سبز دران می‌روید که بعضاً «بهشت دامداران» نیز به این محل لقب می‌زنند.
در قسمت‌های پایانی شیوا که به قاق دشت منتهی می‌گردد، بعضی از قبایل شغنی به صورت پراکنده سکونت دایمی دارند که شغل آن‌ها نیز فقط دامداری است.
شیوه به صورت سنتی به تمام مردم بدخشان تلعق دارد که هیچ منطقه از بدخشان مالکیت اسنادی نداشته بلکه مالکیت بومی و سنتی دارند.